# كيفن ماغيري
كيفن ماغيري هو لاعب هوكي الجليد كندي، ولد في 5 يناير 1963 في تورونتو في كندا.

## وصلات خارجية
- كيفن ماغيري على موقع دوري الهوكي الوطني (الإنجليزية)
- كيفن ماغيري على موقع قاعة مشاهير الهوكي (لاعب أن.إتش.أل) (الإنجليزية)
- كيفن ماغيري على موقع EliteProspects.com (الإنجليزية)
- كيفن ماغيري على موقع HockeyDB.com (الإنجليزية)
- كيفن ماغيري على موقع Hockey-Reference.com (الإنجليزية)